# 유진 어페럴
유진 어페럴은 1980년대에 5,000만 원의 자금으로 시작한 한국의 의류 회사이다.
한국사회가 의류 제작 및 상장기에 석탄 채굴지 태백에 채굴이 적어지는 시기에 공장을 세워 미국의 Wal Mart & K-Mart의 베품을 수주받아 의류 생산을 하면서 급성장을 한 송파구에 사무실을 두고 있는 회사이며, 중미 특히 나카라과에 진출을 하여 더 많은 의류 수출을 하며 성장을 한 한국 회사이다.
최종적으로 아이티까지 생산공장을 세우며 성장을 하는 모습을 보여 한국 섬유수출 시장을 넓히는 역할을 했다. 이후 아이티 생산공장은 '세계물산'이라는 업체에 시장성 및 미래성의 가치로 비싼 가격에 넘겨졌으며, 니카라과 생산공장에 근무하는 오랜 현지 한국인 근무자들의 적폐로 인해 현지에 많은 구설수에 오른 회사이기도 하다.